# Malataverne
 Malataverne  là một xã thuộc tỉnh Drôme trong vùng Auvergne-Rhône-Alpes đông nam nước Pháp. Xã Malataverne nằm ở khu vực có độ cao trung bình 70 mét trên mực nước biển.